# Jackson (Nebraska)
Jackson é uma vila localizada no estado americano de Nebraska, no Condado de Dakota.

## Demografia
Segundo o censo americano de 2000, a sua população era de 205 habitantes.
Em 2006, foi estimada uma população de 209, um aumento de 4 (2.0%).

## Geografia
De acordo com o United States Census Bureau, a localidade tem uma área de 0,5 km², sem área coberta por água. Jackson localiza-se a aproximadamente 353 m acima do nível do mar.

## Localidades na vizinhança
O diagrama seguinte representa as localidades num raio de 16 km ao redor de Jackson.